# Прилуцький Михайло Антонович
Михайло Антонович Прилуцький (28 березня 1940, с. Малі Кошарища, Коростишівський район, Житомирська область — 27 листопада 2018, с. Малі Кошарища, Коростишівський район, Житомирська область) — журналіст, літератор (літературний псевдонім – М. Лісовий., еколог, громадський діяч.

## Біографія
Михайло Антонович Прилуцький народився в католико-православній родині колгоспників та лісівників Антона та Марії Прилуцьких. Згідно із записом у костьольній книзі реєстрації народжень по містечку Ліщин Житомирського повіту Волинської губернії за 1903 р., дід (по татові) Ясько (Іван) писався - Пршелуцький. А баба Агнешка була уроджена Гижицька.
Початкову освіту здобув у Малих Кошарищах, середню – у сусідніх селах Кмитів та Левків. Працював робітником на льонозаводі, завідувачем клубу у с. Малі Кошарища.
Вищу освіту здобув в Житомирському педінституті ім. І. Франка, закінчив факультет журналістики Київського державного університету ім. Т. Шевченка. Молодим журналістом та літератором зацікавився письменник Павло Загребельний, який запропонував М. Прилуцькому творчу роботу в республіканському виданні «Літературна газета». Працював відповідальним секретарем обласної газети «Радянська Житомирщина», де був одним із ініціаторів створення краєзнавчої сторінки «Край рідний», потім головним редактором Радіотелеграфного агентства України (РАТАУ, Київ), головним редактором газет «Зелений світ» та «Житичі». Постійно співпрацював з коростишівською районною газетою «Ленінський шлях» - (тепер - «Коростишівська газета»).
На запрошення культурологічних, екологічних, духовно-мистецьких, а також фермерських організацій виступав перед громадськістю Казахстану (1989 р.), Чехословаччини (1990 р.), Канади (1991 р., 1993 р.), Франції (ЮНЕСКО, 1994 р.). Основні теми - "Постчорнобильська Україна: екологія, духовність, культура", "Екологія: економіка, політика, мораль", "Українське місто і село сьогодні".
Похований у с. Малі Кошарища Коростишівського району Житомирської області.

## Творчість
- 1973 - книга «Яблука з материного саду» (в-во «Дніпро»), «Іван Кочерга. Радість мистецтва»; поетичний збірник «Світе мій зелений» (в-во «Мистецтво»)
- 1993 - «Світе мій зелений» (Житомир)
- 1994 - «Чорний вік пречистої берези» (в-во «Зелений світ») 2003 - «Кохання глухого Леля» (в-во «Неопалима купина»)
- 2014 - «Чаша»
- 2017 - «Тіні зі скель»

Публіцистичні та художні твори періодично друкуються в журналах "Дніпро", "Вітчизна", "Київ", "Україна", "Барвінок", "Наука і фантастика" та ін. Серед публіцистичних статей: перші статті в Україні про проблеми наркоманії «Не цвіте над Тетеревом мак», про перші громадянські протести проти авторитарної влади «Кривава субото поминального тижня» (1991) та багато інших, які увійшли в золотий фонд вітчизняної журналістики.

## Визнання
- Заслужений журналіст України (1998 р.).
- Нагороджений знаком Всесоюзної профспілки працівників культури "Отличник печати" (1989 р.).
- Член Всесвітньої асоціації журналістів, письменників-екологів (Париж, ЮНЕСКО, 1994 р.).
- Голова громадської організації «Чаша» (1997 р.).  Громадянин світу (Париж, 1994 р.).
- Член редколегії журналів "Міжнародний Агро-Світ" та "Сільське господарство і сільська промисловість в Україні" (Канада).
- Переможець обласного конкурсу «Краща книга року» у номінації «Поезія року» за книгу віршів «Чаша» (Житомир, 2015)